# Aldershot
Aldershot (engelskt uttal: [ˈɔːldərʃɒt]) är en stad i grevskapet Hampshire i södra England. Staden ligger i distriktet Rushmoor, cirka 52,5 kilometer sydväst om centrala London. Tätorten (built-up area) hade 39 807 invånare vid folkräkningen år 2021.
Aldershot är känd för sina förbindelser med Storbritanniens armé som under Krimkriget anlade baser i området 1854. Detta ledde till en snabb tillväxt från ett litet samhälle till en viktoriansk stad. Staden är känd som "Home of the British Army". Fotbollslaget Aldershot Town FC kommer från staden.